# Jelena Kovačić
Jelena Kovačić (Zagreb, 9. listopada 1979.) je hrvatska dramatičarka i dramaturginja.
Diplomirala je komparativnu književnost i polonistiku na Filozofskom fakultetu u Zagrebu, te dramaturgiju na Akademiji dramske umjetnosti u Zagrebu.  Stipendistica je semsestralnog boravka na Universytet Slaski u Katowicama (Poljska, 2002.) u sklopu CEEPUS programa, te stipendistica KulturKontakt Austrije - Writers in the Residence, Beč (2010.). 
1998. godine postaje članica alternativne kazališne skupine Théâtre des femmes. Tamo susreće redateljicu Anicu Tomić s kojom od tada surađuje na gotovo svim projektima. 
Najznačajnije predstave koje su nastale u njihovoj suradnji su Imitatori glasova i Vražji sinovi (Teatar &TD), Ovo bi mogla biti moja ulica (ZKM), Dječak Ivek i pas Cvilek (Pinkleci, Čakovec/HNK Varaždin) Did i repa (GKL Split) i Leda (ZKM/Kraljevsko pozorište Zetski dom, Cetinje). 
Za svoj dramaturški rad dobila je brojne nagrade.

## Nagrade
- 2007. Rektorova nagrada (Hrvatsko sveučilište) za dramaturgiju predstave Imitatori glasova.
- 2010. Nagrada "Veljko Maričić" (Međunarodni festival malih scena) za dramaturgiju predstava Oprostite, mogu li vam ispričati...? i Menažerija. (s Anicom Tomić).
- 2011. Nagrada za dramski tekst (Dječji kazališni festival Pozorište Zvezdarište, Beograd) za tekst Ana i Mia. (zajedno s Anicom Tomić).
- 2011. Zlatna Žar ptica (Naj, naj, naj festival) za autorski projekt ostvaren predstavom Ana i Mia. (zajedno s Anicom Tomić).
- 2011. Nagrada hrvatskog glumišta (HDDU) za dramu Ovo bi mogla biti moja ulica. (zajedno s Anicom Tomić).
- 2013. Zlatna Žar ptica (Naj, naj, naj festival) za najbolju dramaturgiju predstave Did i repa.
- 2013. Marul (Marulićevi dani) za dramaturgiju predstave Leda.
- 2013. Marul (Marulićevi dani) za glazbeni koncept predstave Leda (zajedno s Anicom Tomić i Franom Đurovićem)
- 2019. Zlatna Žar ptica (Naj, naj, naj festival) za dramaturgiju predstava Moj razred 2b (GKL Split) i Preko sedam mora, preko sedam gora (Kazališna družina Pinklec).

## Filmografija
- "Crno-bijeli svijet" kao Vjesnikova arhivarka (2020.)

## Vanjske poveznice
- Biografija s dopuštenjem  Arhivirana inačica izvorne stranice od 24. svibnja 2013. (Wayback Machine)